# 洪海沟
洪海沟也作霍诺海河，位于中华人民共和国新疆维吾尔自治区伊犁哈萨克自治州察布查尔锡伯自治县西部的一条河流，为伊犁河右岸支流。“霍诺海”为蒙古语“褐色狗”之意。发源于帖木里克他乌山东端与阿拉喀尔他乌山西端交界处的安格列特达坂，自东南向西北流，过六十七团林管站后转向北流，于六十七团一连多兰图（多浪图）附近出山口。山口处建有渠首，由位于河流两岸的洪海西、东干渠分别引水至六十七团灌区和琼博拉镇墩买里村下游灌区，余水流经约25千米后渗入地下。大洪水发生时，才有部分水量可沿河道穿越爱新舍里镇和堆齐牛录乡后注入伊犁河。山口渠首以上河长37千米，流域面积395平方千米。